# François De Vries
François Frans De Vries ou Devries est un footballeur international belge né le 21 août 1913 à Anvers et mort le 16 février 1972.

## Biographie
Il a évolué au Royal Antwerp FC comme attaquant. Il a  participé avec l'équipe de Belgique à la Coupe du monde en 1934 où il a joué son premier match international.

## Palmarès
- International belge A de 1934 à 1938 (7 sélections et un but marqué)
- Participation à la Coupe du monde en 1934 (1 match joué)
- Champion de Belgique en 1931 avec le Royal Antwerp FC